# Microstylum gulosum
Microstylum gulosum là một loài ruồi trong họ Asilidae. Microstylum gulosum được Loew miêu tả năm 1858.